# エッジ・オヴ・ヘヴン
| 専門評論家によるレビュー | 専門評論家によるレビュー |
| レビュー・スコア         | レビュー・スコア         |
| 出典                     | 評価                     |
| ------------------------ | ------------------------ |
| AllMusic                 | [ 1 ]                    |
| Rolling Stone            | (not rated)              |
| Stylus Magazine          | (Positive)               |

『エッジ・オヴ・ヘヴン』(Music from the Edge of Heaven) は、イギリスのポップ・デュオであるワム!の3枚目にして最後のスタジオ・アルバム。1986年7月1日にコロムビア・レコードからリリースされた。
このアルバムは、日本と北アメリカだけでリリースされ、他の地域では、代わりに『ザ・ファイナル (The Final)』がリリースされた。この二つのアルバムは内容が関連しており、同じようなトラックも収録されているが、『ザ・ファイナル』の方は主なシングル曲が網羅されており、グレイテスト・ヒッツ・アルバムとしての色彩が強くなっている。このアルバムはイギリスでは発売されなかったため、後年のCDリマスタリング・シリーズにはこのアルバムは含まれず、『ザ・ファイナル』の方がシリーズに入った。
ライナーノートによれば、「The Edge of Heaven」、「Battlestations」、「Wham Rap! '86」、「Where Did Your Heart Go?」は、いずれもこのアルバムのために新たに録音され直したものであり、そのうち「The Edge of Heaven」、「Battlestations」、「Where Did Your Heart Go?」は、『ザ・ファイナル』にも収録されている。残り半分の楽曲も、このコレクションのために若干の変更が加えられているが、「Last Christmas」のプディング・ミックス (Pudding Mix) は例外的に大きく手が加えられている。
- 「A Different Corner」は、この曲のミュージックビデオと同じイントロとなっており、他の録音とは導入部がまったく異なる。
- 「I'm Your Man」は、スティミュレーション・ミックス (Stimulation Mix) の一部を除いたものに、新たに追加録音された語りのブリッジを加えている。
- 「Blue」の中国でのライブ音源 (live in China) は、このCDにしか収録されていない。

スタジオ・アルバム3作をボックス・セットとした『Original Album Classics』が2015年3月20日にリリースされた際には、このアルバムも収録された。
2017年後半には、iTunes を通して、イギリスでも初めてこのアルバムがリリースされた。

## トラックリスト
| #  | タイトル                                      | 作詞                                | 作曲・編曲                          | 時間 |
| -- | --------------------------------------------- | ----------------------------------- | ----------------------------------- | ---- |
| 1. | 「エッジ・オヴ・ヘヴン / The Edge of Heaven」 | ジョージ・マイケル                  | ジョージ・マイケル                  | 4:31 |
| 2. | 「バトルステーション / Battlestations」       | マイケル                            | マイケル                            | 5:25 |
| 3. | 「アイム・ユア・マン / I'm Your Man」         | マイケル                            | マイケル                            | 6:05 |
| 4. | 「ワム!ラップ’86 / Wham! Rap '86」            | マイケル、 アンドリュー・リッジリー | マイケル、 アンドリュー・リッジリー | 6:33 |

| #  | タイトル                                          | 作詞                                        | 作曲・編曲                                  | 時間 |
| -- | ------------------------------------------------- | ------------------------------------------- | ------------------------------------------- | ---- |
| 5. | 「ディファレント・コーナー / A Different Corner」 | マイケル                                    | マイケル                                    | 4:30 |
| 6. | 「ブルー / Blue」(ライヴ・イン・チャイナ)         | マイケル                                    | マイケル                                    | 5:43 |
| 7. | 「哀愁のメキシコ / Where Did Your Heart Go?」     | ドン・ウォズ 、 デイヴ・ウォズ （ 英語版 ） | ドン・ウォズ 、 デイヴ・ウォズ （ 英語版 ） | 5:43 |
| 8. | 「ラスト・クリスマス / Last Christmas」           | マイケル                                    | マイケル                                    | 6:44 |

## パーソネル
- ジョージ・マイケル - ボーカル、キーボード、ピアノ、ドラムマシーン、編曲、プロデューサー
- アンドリュー・リッジリー - バッキング・ボーカル、ギター
- Danny Cummings - ドラムス、パーカッション
- Andy Duncan - ドラムス、パーカッション
- チャーリー・モーガン（英語版） - ドラムス、パーカッション
- Trevor Murrell - ドラムス、パーカッション
- デオン・エスタス（英語版） - ベース
- ジョン・マッケンジー（英語版） - ベース
- Bob Carter - キーボード、ピアノ
- Richard Cottle - キーボード、ピアノ
- トミー・アイア（英語版） - キーボード、ピアノ
- エルトン・ジョン - キーボード、ピアノ
- Danny Schogger - キーボード、ピアノ
- Robert Ahwai - ギター
- David Austin - ギター
- David Baptiste - サクソフォーン
- Richard Cottle - キーボード、ピアノ
- アンディ・ハミルトン（英語版） - サクソフォーン
- ガイ・バーカー（英語版） - 金管楽器
- Simon Gardner - 金管楽器
- Chris Hunter - 金管楽器
- Paul Spong - 金管楽器
- Rick Taylor - 金管楽器
- Shirlie Holliman - バックグラウンド・ボーカル
- Helen 'Pepsi' DeMacque - バックグラウンド・ボーカル
- Janet Mooney - バックグラウンド・ボーカル
- Leroy Osbourne - バックグラウンド・ボーカル
- Jenny Hallet - バックグラウンド・ボーカル
- ディー・C・リー（英語版） - バックグラウンド・ボーカル
- Chris Porter - バックグラウンド・ボーカル

## チャート
| チャート（1986年）            | 最高位 |
| ----------------------------- | ------ |
| カナダ RPM アルバム・チャート | 9      |
| 日本 オリコン LPチャート      | 9      |
| アメリカ合衆国 Billboard 200  | 10     |

| チャート（1986年）     | 順位 |
| ---------------------- | ---- |
| カナダ RPM年間チャート | 46   |

## 認定
| 国/地域                    | 認定     | 認定/売上数 |
| -------------------------- | -------- | ----------- |
| カナダ (Music Canada)      | Platinum | 100,000^    |
| 日本（オリコン）           |          | 158,000     |
| アメリカ合衆国 (RIAA)      | Platinum | 1,000,000^  |
| ^ 認定のみに基づく出荷枚数 |          |             |